# Buijten & Schipperheijn
Buijten & Schipperheijn is een in Amsterdam gevestigde uitgeverij van non-fictie, opgericht in 1902. Het kent twee fondsen: motief, dat zich bezighoudt met christelijke thema's, en recreatief, dat zich richt op toeristische routes en kaarten. Ook geeft het enkele bladen uit, zoals het filosofische Soφie, Christenen voor Israël, Profetisch perspectief en De oogst. De tak motief kent onder andere een langlopende reeks voor de Stichting voor Christelijke Filosofie en de Mr. G. Groen van Prinsterer Stichting, het wetenschappelijke bureau van de ChristenUnie. 

## Auteurs
- Shane Claiborne
- Willem Ouweneel
- Reinier Sonneveld
- Cees Dekker
- Tiemen Westerduin
- Peter Scheele
- Ronald Westerbeek
- Aad Kamsteeg
- Pieter Both
- Rob van Houwelingen
- Almatine Leene
- Corjan Matsinger
- Carianne Ros
- Alvin Plantinga
- Emanuel Rutten
- Roel Kuiper
- Arie de Rover
- Gert-Jan Segers
- Michelle van Dusseldorp